# Sclerodermataceae
Sclerodermataceae, (Corda [as Sclerodermaceae], Icon. fung. (Prague 1842), è una famiglia di funghi basidiomiceti appartenente all'ordine Boletales.

## Descrizione

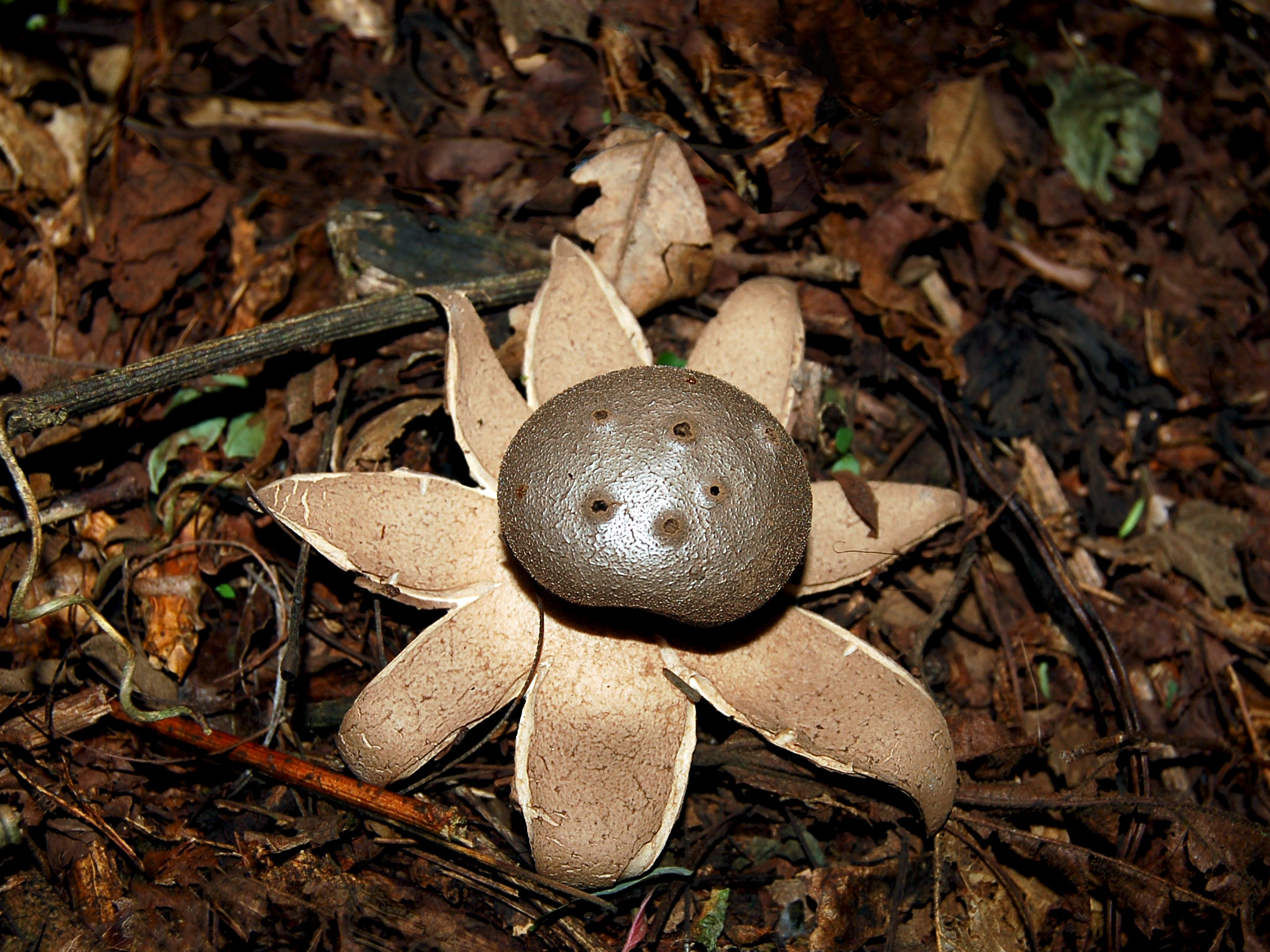
Myriostoma coliforme

Le specie di questa famiglia presentano una crescita ipogea o semi-ipogea, di dimensioni da piccola a medio-grandi.

## Specie diSclerodermataceae

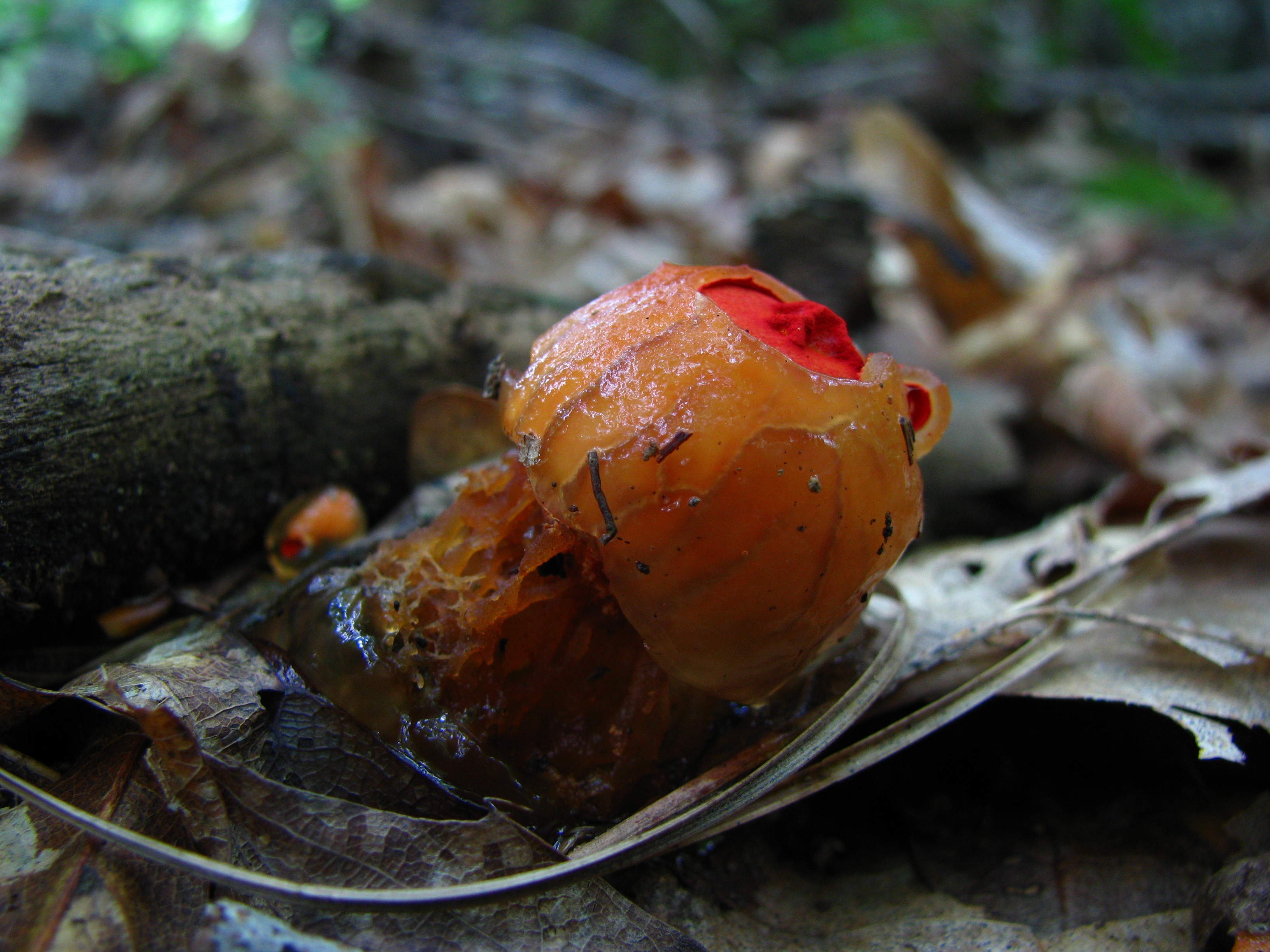
Calostoma cinnabarina

Il genere tipo è Scleroderma Pers., altri generi inclusi sono:
- Astraeus
- Calostoma
- Chlorogaster
- Favillea
- Horakiella
- Myriostoma
- Pisolithus
- Tremellogaster